# 郑贤淑
郑贤淑（韓語：정현숙，1952年1月3日—），韩国女子乒乓球运动员。她曾获得1973年世界乒乓球锦标赛女子团体金牌。
2013年2月，她当选为韩国乒乓球协会副主席。